# Гунгоцяо
ГЕС Гунгоцяо (功果桥水电站) — гідроелектростанція на півдні Китаю у провінції Юньнань. Знаходячись між ГЕС Miaowei (вище по течії) та ГЕС Сяовань, входить до складу каскаду на одній з найбільших річок Південно-Східної Азії Меконзі (басейн Південно-Китайського моря). 
В межах проекту річку перекрили греблею із ущільненого котком бетону висотою 105 метрів та довжиною 356 метрів. Вона утримує водосховище з об’ємом 490 млн м3 («мертвий» об’єм 316 млн м3), в якому припустиме коливання рівня поверхні між позначками 1303 та 1307 метрів НРМ (у випадку повені до 1309,5 метра НРМ). 
Споруджений у підземному виконанні пригреблевий машинний зал обладнали чотирма турбінами типу Френсіс потужністю по 225 МВт, які використовують напір у понад 40 метрів (проектний рівень води у нижньому б’єфі складає 1259 метрів НРМ). Станція повинна забезпечувати виробництво 4041 млн кВт-год електроенергії на рік.